# Kakare Ini
Kakare Ini, včasih tudi Intef,  je bil staroegipčanski ali nubijski vladar, ki je vladal v Spodnji Nubiji, najverjetneje na koncu Enajste ali na začetni Dvanjaste egipčanske dinastije. Čeprav je najbolje dokazan vladar Spodnje Nubije v tistem obdobju, ni o njegovih dejavnostih nič znanega. 

## Dokazi
Kakare Ini je najbolj dokazan vladar v skupini nubijskih vladarjev, v katero spadata Segerseni in Ijibhentre. Njegov popoln vladarski titularij je zapisan na šestnajstih skalnih napisih  v Umbarakabu,  Mudenedžarju, Guthnisu, Taifi, Abu Simbelu in Toški. Vsa najdšča so v Spodnji Nubiji. Napisi s titularijem vsebujejo včasih samo kartušo in nikoli ne omenjajo podrobnosti. Na napisu v Toški je Kakare Inijevo ime napisano za  Ijibhentrejevim imenom. Egiptolog Darrell Baker trdi, da je zapis posledica pomanjkanja prostora na skali in ne povezave med njima. Povezave med Kakare Inijem, Segersenijem in Ijibhentrejem niso znane. 
Kakare Ini ni omenjen na nobenem seznamu egipčanskih kraljev.

## Ime
Kakarejevo rojstno ime je Ini, čeprav je v virih včasih imenovan Intef ali Initef. V kartuši je k njegovemu imenu pripisana epiteta sin Raja, tako da bi se njegovo ime lahko bralo Rajev sin Ini.

## Datiranje
Kakare Ini bi lahko bil pretendent za egipčanski prestol v politično problematičnem obdobju Starega Egipta, ki je trajalo od vladavine Mentuhotepa IV. iz Enajste dinastije do zgodnje vladavine Amenemheta I. iz Dvanajste dinastije. Oba faraona sta imela težave z uradnim priznanjem njunega vladarskega položaja. Ker je Nubija v prvem vmesnem obdobju Egipta dosegla svojo neodvisnost, je mogoče, da je bil Kakare Ini eden od zadnjih nubijskih vladarjev, ki se je upiral obnovitvi  egipčanske oblasti na začetku Dvanajste dinastije.
Madžarski egiptolog  László Török na osnovi najsodobnejših datiranj trdi, da so Kakare Ini, Segerseni in Ijibhentre vladali kmalu po vladavini faraona Neferhotepa I. iz Trinajste dinastije, se pravi v drugem vmesnem obdobju Egipta od leta 1730 pr. n. št. do 1650 pr. n. št. Darrell Baker in češki arheolog Zbyněk Žába njegovo trditev zavračata, ker sta prepričana, da je Kakare Ini živel na koncu Enajste dinastije v poznem 20. stoletju pr. n. št.